# P. Tóth Béla
P. Tóth Béla (Budapest, 1947. október 17. –) református lelkész, pszichológus, a Telefon-lelkigondozás alapítója.

## Pályája
Budapesten született református lelkészi családban. Gödöllőn nőtt fel, majd a budapesti Madách Imre Gimnáziumban érettségizett. Budapesten teológiát, Edinburgh-ban és Oxfordban filozófiát és angol irodalmat hallgatott, majd az ELTE Bölcsészettudományi Karon (ELTE-BTK) pszichológiából doktori fokozatot szerzett.
Szentendre református lelkipásztora (1982-2015). A Telefon-lelkigondozás megalapítója (1984–2019), az Európai Pásztorál-pszichológiai Konferencia főtitkára (1989–1993). A Columbia Theological Seminary-n (USA) vendégtanár (1990), az American Journal of Pastoral Counseling (1998–2006), majd a Spirituality in Mental Health (2006–) szerkesztőségi tagja. Az ELTE Bölcsészettudományi Kar (ELTE-BTK) Pszichológia Szakán előad (1995–2001).
Nemzetközi konferenciákon vett részt Finnországban, Svédországban, Angliában, Németországban, Olaszországban, Romániában, Japánban, Ausztráliában és az USA-ban. Számos magyar és külföldi publikáció szerzője.
A Szentendrei Református Egyházközség lelkipásztoraként vezette a Szentendrei Református Gimnázium megalapításának és kiépítésének munkálatait (1991–2016), annak elindulása (1999) óta református hittant, filozófiát és pszichológiát tanított a gimnáziumban.
2015. augusztus 1-jén lelkészi állásából nyugalomba vonult, honlapján igehirdetéseket és meditációkat ad közre.

## Családi állapot
Nős, felesége Bodonhelyi Zsuzsanna, tanár. Három gyermekük van (Béla, Zsigmond, András).

## Díjai, elismerései
- Szentendre díszpolgára (2015)[3]
- Károli Gáspár Református Egyetem Hittudományi Karjának aranydiplomája (2021)[4]

## Könyvei
- A személyiség átalakulása - (Ref. Egyház Zsinati Sajtóosztálya, 202 old.,1988) Eng. sz: ÁEH 65.005/1988
- Legyen világosság - (Szentendrei Ref.Egyházközség, 2015. 364.old.) ISBN 978-963-12-3434-3
- Az én Atyám a szőlőműves (Szerző kiadása, 2021. 464 old.) ISBN 978-615-01-1587-0